# هیلزبور (نیوجرسی)
[هیلزبور (به انگلیسی: Hillsborough Township) شهری در ایالت نیوجرسی کشور ایالات متحده آمریکا است که جمعیت آن در سرشماری سال ۲۰۱۰ میلادی، ۳۸٬۳۰۳ نفر بوده‌است.